# Kyselina hippurová
Kyselina hippurová (z řeckého hippos, kůň, a ouron, moč), též kyselina benzoylaminooctová, je karboxylová kyselina obsažená v moči koní a jiných býložravců; tvoří kosočtverečné krystaly dobře rozpustné v horké vodě, tající při 187 °C a rozkládající se při 240 °C. Vysoké koncentrace kyseliny hippurové v organismu mohou indikovat otravu toluenem.[zdroj?] Mnoho aromatických sloučenin (například kyselina benzoová nebo toluen), přijímají-li se vnitřně, je převáděno na kyselinu hippurovou reakcí s aminokyselinou glycinem.

## Syntéza
Moderní syntéza kyseliny hippurové zahrnuje acylaci glycinu benzoylchloridem:

## Reakce
Kyselinu hippurovou lze snadno hydrolyzovat horkými zásadami na kyselinu benzoovou a glycin. Kyselina dusičná ji převádí na kyselinu benzoylglykolovou, C6H5COOCH2CO2H. Její ethylester reaguje s hydrazinem za tvorby hippurylhydrazinu, C6H5CONHCH2CONHNH2, který byl použit Theodorem Curtiem k přípravě azoimidu.

## Historie
Justus von Liebig v roce 1829 ukázal, že se kyselina hippurová liší od kyseliny benzoové; v roce 1839 pak určil její složení. Léta 1873 Victor Dessaignes syntetizoval kyselinu hippurovou účinkem benzoylchloridu na zinečnatou sůl glycinu; kyselina hippurová byla připravována také zahříváním anhydridu kyseliny benzoové s glycinem a zahříváním benzamidu s kyselinou chloroctovou.